# Finale del campionato NFL 1950
La finale del campionato NFL 1950 è stata la 18ª del campionato della NFL. La gara si tenne il 20 dicembre 1952 al Cleveland Municipal Stadium di Cleveland tra Cleveland Browns e Los Angeles Rams. Alla loro prima stagione nella NFL dopo quattro anni nella All-America Football Conference, i Browns vinsero per 30–28. Fu il primo dei tre titoli che vinsero in quel decennio sotto la direzione dell'allenatore Paul Brown e su un attacco che poteva contare sul quarterback Otto Graham, sul fullback Marion Motley e i ricevitori Dante Lavelli e Mac Speedie.

## Statistiche
| Passaggi          | Passaggi | Passaggi | Passaggi | Passaggi | Passaggi |
| ----------------- | -------- | -------- | -------- | -------- | -------- |
| Giocatore         | Comp     | Ten      | Yard     | TD       | INT      |
| Cleveland Browns  |          |          |          |          |          |
| Otto Graham       | 22       | 33       | 298      | 4        | 1        |
| Los Angeles Rams  |          |          |          |          |          |
| Bob Waterfield    | 18       | 31       | 312      | 1        | 4        |
| Norm Van Brocklin | 0        | 1        | 0        | 0        | 1        |

| Corse              | Corse | Corse | Corse |
| ------------------ | ----- | ----- | ----- |
| Giocatore          | Ten   | Yard  | TD    |
| Cleveland Browns   |       |       |       |
| Otto Graham        | 12    | 99    | 0     |
| Marion Motley      | 6     | 9     | 0     |
| Dub Jones          | 2     | 4     | 0     |
| Rex Bumgardner     | 5     | 2     | 0     |
| Los Angeles Rams   |       |       |       |
| Dick Hoerner       | 24    | 86    | 2     |
| Vitamin Smith      | 4     | 11    | 0     |
| Glenn Davis        | 6     | 6     | 0     |
| Bob Waterfield     | 1     | 2     | 0     |
| Ralph Pasquariello | 1     | 1     | 0     |

| Ricezioni        | Ricezioni | Ricezioni | Ricezioni |
| ---------------- | --------- | --------- | --------- |
| Giocatore        | Ric       | Yard      | TD        |
| Cleveland Browns |           |           |           |
| Dante Lavelli    | 11        | 128       | 2         |
| Dub Jones        | 4         | 80        | 1         |
| Rex Bumgardner   | 4         | 46        | 1         |
| Horace Gillom    | 1         | 29        | 0         |
| Mac Speedie      | 1         | 17        | 0         |
| Marion Motley    | 1         | −2        | 0         |
| Los Angeles Rams |           |           |           |
| Tom Fears        | 9         | 136       | 0         |
| Glenn Davis      | 2         | 88        | 1         |
| Vitamin Smith    | 3         | 46        | 0         |
| Elroy Hirsch     | 4         | 42        | 0         |